# Giuseppe Vermiglio
Giuseppe Vermiglio (1587 circa – 1635 circa) è stato un pittore italiano.

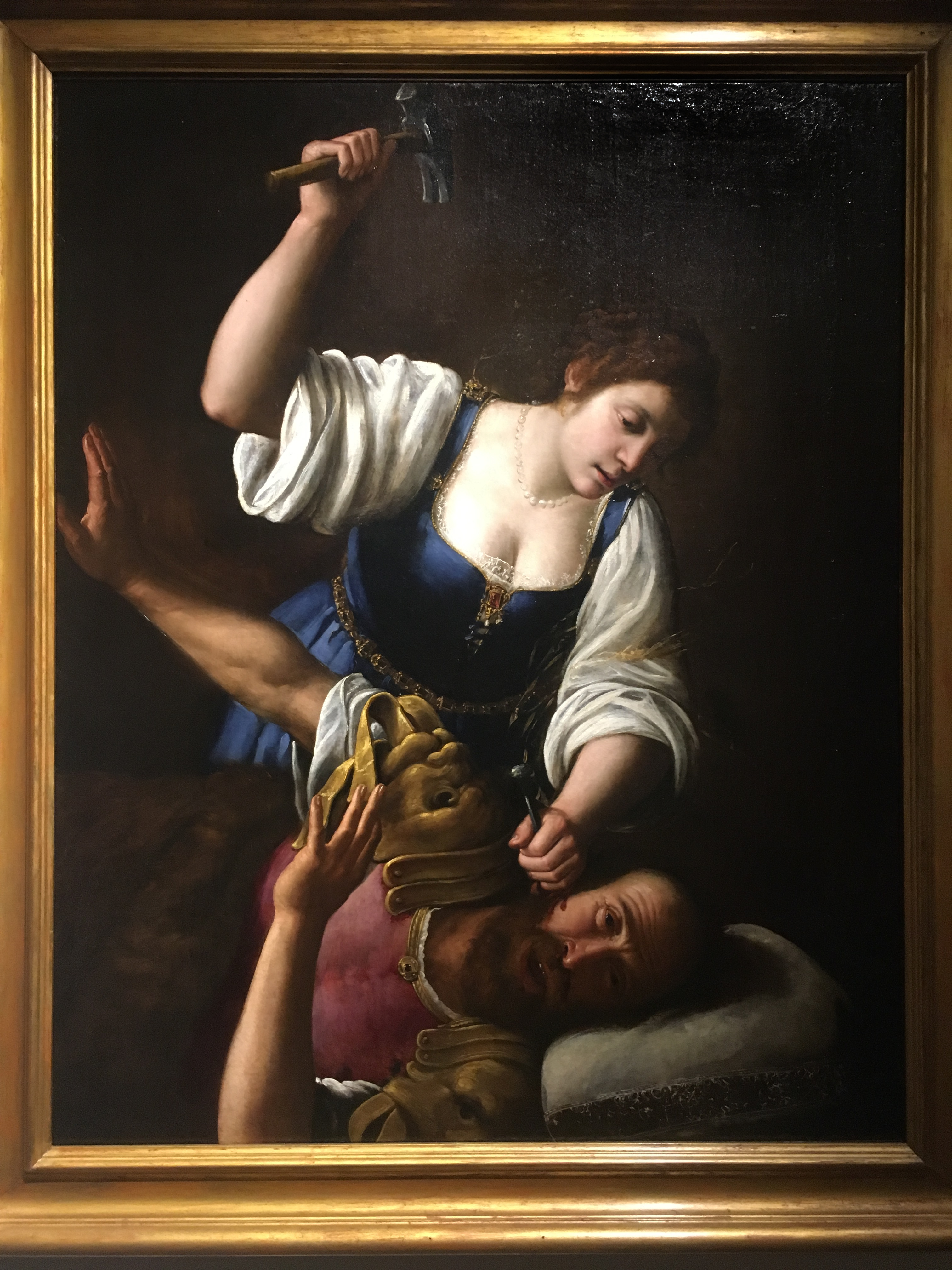
Giaele e Sisara, opera di Giuseppe Vermiglio esposta presso la Pinacoteca Ambrosiana di Milano. Olio su tela cm. 103x130, anno di realizzazione 1620 circa.

Originario dell'area piemontese del Ducato di Milano (alessandrino o novarese) è documentata la sua permanenza a Roma nei primi due decenni del XVII secolo dove risiede in Contrada dei Bergamaschi. A Roma entra nella bottega del perugino Adriano Monteleone e si avvicina al caravaggismo, evidente nel dipinto Incredulità di San Tommaso (1612) nella Chiesa di San Tommaso ai Cenci.
Tra il 1619 e il 1621 torna a nord, nella primavera del 1621 sposa a Milano la figlia di un notaio, in Piemonte lavora a Novara per i Canonici Lateranensi e poi nel Duomo di Tortona a tele dedicate a Sant'Innocenzo. Datate 1625 sono le opere Esequie di Tommaso Beckett nella chiesa di Santa Maria della Passione a Milano e la Madonna e Cristo in pietà con Ambrogio, Agostino e due offerenti presso l'oratorio di San Carlo a Menaggio. Dell'anno successivo la Samaritana al pozzo (Galleria Sabauda di Torino).
Successive sono le tele presso la Certosa di Pavia e alcune opere nella zona di Mantova, a Milano, originariamente presso il refettorio del Convento Canonici Lateranensi e ora presso la Pinacoteca di Brera, si trova l'olio su tela raffigurante Daniele nella fossa dei leoni. Risulta attivo fino al 1635.
Nell'Abecedario pittorico di Pellegrino Antonio Orlandi vengono citate opere sue nelle chiese milanesi di San Giovanni in Conca (demolita nel secondo dopoguerra), Sant'Eufemia, San Martino e San Giuseppe.

## Opere
- Natività  e adorazione dei pastori, olio su tela, 230x250, Pinacoteca di Brera, Milano
- Ultima cena, olio su tela, 248x420, Pinacoteca di Brera, Milano
- Sant'Agostino tra il sangue di Cristo e il latte della Vergine, chiesa di Santa Maria della Passione, Milano[5]
- Santa Monica Museo Diocesano di S. Eustorgio, Milano[5]
- Adorazione di Gesù nell'orto di Getsemani e Incoronazione di spine, olio su tela, 180x150, Duomo di Novara
- San Matteo e l'angelo, olio su tela, 90x70, chiesa di San Marco, Novara
- San Dionigi, olio su tela, 99x78, chiesa di Santa Maria del Monserrato, Novara
- San Loreno martire e San Luigi al pozzo, olio su tela, 55x45, Museo civico di Novara
- Giaele e Sisara, olio su tela, 103x130, Pinacoteca Ambrosiana, Milano
- Sacrificio di Isacco, dopo il 1621, olio su tela, Pinacoteca del Castello Sforzesco, Milano
- San Sebastiano, 1621 circa, olio su tela, Pinacoteca del Castello Sforzesco, Milano
- Deposizione tra i santi Agostino e Ambrogio, olio su tela, chiesa di San Carlo, Menaggio[6]
- Santi Apollonia, Fermo e Agata, olio su tela, chiesa di San Carlo, Menaggio[6]